# Tetraciklinski antibiotici
Tetraciklini su grupa antibiotika širokog spektra čija koristnost je generalno umanjena pojavom bakterijske otpornosti. Uprkos toga, oni su zadržali status preferentnog tretmana za pojedine indikacije.
Tetraciklini su dobili ime po prisustvu četiri („tetra-“) ugljovodonična prstena u njihovoj strukturi. Oni se definišu kao potklasa poliketida, koja ima oktahidrotetracen-2-karboksamidni skelet. Oni su kolektivno poznati kao derivati policikličnog naftacen karboksamida.

## Terapeutska upotreba
Tetraciklini se generalno koriste u tretmanu infekcija urinarnog trakta i creva, kao i u tretmanu hlamidioze, posebno kod pacijenata koji su alergični na β-laktame i makrolide, mada je njihova primena za te indikacije manje popularna u današnje vreme široko zastupljenje rezistancije bakterija. Oni se često koriste u tretmanu umerenih infekcija akni i rozaceja (tetraciklin, oksitetraciklin, doksiciklin ili minocikline).
Doksiciklin se takođe koristi kao profilaktički tretman za infekcije bakterijom Bacillus anthracis (antraks) i efektivan protiv Yersinia pestis, infektivnog agensa bubonske kuge. On se takođe koristi za lečenje malarije i profilakse, kao i za tretiranje elefantijaze.